# Conflit matériel
Un conflit matériel est un problème détecté par un système d'exploitation indiquant que deux ou plusieurs composants utilisent une même ressource (comme une même interruption).

## Prérequis
Les conflits matériels sont dus aux interruptions matérielles.

## Pourquoi des conflits matériels?
L'interruption est matérielle lorsqu'elle est demandée par un composant du PC.
Par exemple, on appuie sur une touche du clavier pour "attirer" l'attention du processeur sur cet événement.
Les différents périphériques appellent toujours des interruptions bien précises. Dès lors, il faut s'assurer qu'une interruption n'est pas utilisée par deux périphériques différents. On comprend bien le problème qui émane de deux périphériques qui ont le même IRQ : le système ne saura pas à quel matériel il doit donner la main. La conséquence en est un blocage ou un dysfonctionnement (c'est ce que l'on appelle un conflit matériel).
D'autres types de conflits matériels peuvent se produire. Par exemple si deux périphériques utilisent la même adresse d'entrées/sorties ou s'ils sont assignés aux mêmes canaux DMA.

## Comment résoudre les conflits matériels
Il faut tenter d'isoler le problème avant de pouvoir le résoudre. Le plus simple à faire est d'enlever un à un tous les composants susceptibles de provoquer un conflit (on peut également tenter de les désactiver via le système d'exploitation).